# Nobleton (Florida)
Nobleton ist  ein census-designated place (CDP) im Hernando County im US-Bundesstaat Florida. Das U.S. Census Bureau hat bei der Volkszählung 2020 eine Einwohnerzahl von 232 ermittelt.

## Geographie
Nobleton liegt am Withlacoochee River, rund 15 Kilometer nordöstlich von Brooksville sowie etwa 80 Kilometer nördlich von Tampa.

## Demographische Daten
Laut der Volkszählung 2010 verteilten sich die damaligen 282 Einwohner auf 145 Haushalte. Die Bevölkerungsdichte lag bei 564 Einw./km². 92,2 % der Bevölkerung bezeichneten sich als Weiße, 0,7 % als Afroamerikaner, 0,4 % als Indianer und 0,4 % als Asian Americans. 0,4 % gaben die Angehörigkeit zu einer anderen Ethnie und 6,0 % zu mehreren Ethnien an. 5,7 % der Bevölkerung bestand aus Hispanics oder Latinos.
Im Jahr 2010 lebten in 23,3 % aller Haushalte Kinder unter 18 Jahren sowie 32,8 % aller Haushalte Personen mit mindestens 65 Jahren. 65,5 % der Haushalte waren Familienhaushalte (bestehend aus verheirateten Paaren mit oder ohne Nachkommen bzw. einem Elternteil mit Nachkomme). Die durchschnittliche Größe eines Haushalts lag bei 2,43 Personen und die durchschnittliche Familiengröße bei 2,92 Personen.
23,0 % der Bevölkerung waren jünger als 20 Jahre, 18,0 % waren 20 bis 39 Jahre alt, 31,2 % waren 40 bis 59 Jahre alt und 27,7 % waren mindestens 60 Jahre alt. Das mittlere Alter betrug 46 Jahre. 46,8 % der Bevölkerung waren männlich und 53,2 % weiblich.
Das durchschnittliche Jahreseinkommen lag bei 52.417 $, dabei lebte niemand unter der Armutsgrenze.
Im Jahr 2000 war Englisch die Muttersprache von 100 % der Bevölkerung.